# Prisco Viana
Luiz Humberto Prisco Viana (Caetité, 4 de junho de 1932 – Brasília, 26 de fevereiro de 2015) foi um jornalista e político brasileiro, tendo exercido dez mandatos de deputado federal pela Bahia, estado do qual foi candidato a governador em 2002. Foi também ministro de estado no governo José Sarney.

## Biografia
Filho de Alvino Viana e Zilda Borba Prisco Viana, nasceu no distrito de Caldeiras. Órfão ainda novo, transferiu-se para o Rio de Janeiro onde ingressou no Colégio Pedro II por intercessão do presidente Getúlio Vargas.
Jornalista, foi diretor da Imprensa Oficial de Ilhéus e redator da Assembleia Legislativa da Bahia (1956-1962) sendo nomeado Secretário de Comunicação durante o governo Luís Viana Filho  em 1967, cargo o qual deixou para ingressar na política. Eleito deputado federal em 1970, 1974 e 1978, aproximou-se de Filinto Müller e com o tempo foi guindado ao cargo de secretário-geral da ARENA e a seguir do PDS, novo partido governista surgido em 1980. Reeleito em 1982, tentou evitar, sem sucesso, a fragmentação do PDS por ocasião da sucessão presidencial em 1985. Ausentou-se da votação da Emenda Dante de Oliveira que previa o restabelecimento da eleição direta para presidente.
Em 15 de janeiro de 1985 votou em Paulo Maluf para presidente no Colégio Eleitoral no dia em que a vitória coube a Tancredo Neves que faleceria sem tomar posse. Efetivado José Sarney na Presidência da República, Prisco Viana foi eleito líder do PDS, mas disputas internas o fizeram migrar para o PMDB pelo qual foi reeleito em 1986. Na Assembleia Nacional Constituinte instalada em 1 de fevereiro de 1987 foi relator da Comissão de Organização Eleitoral, Partidária e de Garantia das Instituições e titular da Comissão de Sistematização.
Nomeado Ministro da Habitação pelo presidente José Sarney, Sobre sua demissão do ministério relatou o cronista Sebastião Nery que "estava Prisco Viana em sua casa com amigos, dizendo que o Presidente Sarney nada fazia sem o consultar. Neste momento toca o telefone e era Sarney; Prisco vai atender e volta dizendo que estava sendo comunicado de sua demissão - sem sua consulta".
Reeleito deputado federal em 1990, retornou ao PDS no ano seguinte e com a extinção deste último migrou para o PPR (e a seguir para o PPB) obtendo seu último mandato em 1994.
Encerrou a carreira política candidatando-se ao governo da Bahia pelo PMDB em 2002, pleito vencido por seu conterrâneo de Caetité, Paulo Souto.
Faleceu em 26 de fevereiro de 2015, em Brasília, vítima de complicações decorrentes do Mal de Alzheimer aos 82 anos.